# Henri Depireux
 (mars 2019).
Si vous disposez d'ouvrages ou d'articles de référence ou si vous connaissez des sites web de qualité traitant du thème abordé ici, merci de compléter l'article en donnant les références utiles à sa vérifiabilité et en les liant à la section « Notes et références ».
 (mars 2019).
Henri Depireux, né le 1er février 1944 à Liège  et mort le 8 avril 2022 à Visé,  est un footballeur belge de niveau international.
Durant sa carrière, entre 1963 et 1980, il joue au poste de Milieu de terrain offensif, puis devient entraîneur de football belge. 

## Carrière de joueur de club
Henri Depireux commence sa carrière professionnelle en 1963, à l'âge de 16 ans, au RFC Liège. Rapidement titularisé, il s'impose dans l'équipe aux côtés de Yves Baré, Guy Delhasse, Émile Lejeune, les frères Sulon (Albert et Gérard), Robert Waseige et Victor Wégria.
En 1968, il rejoint le Standard de Liège, où il connaît une période de succès sous la direction de l'entraîneur René Hauss. Il remporte trois titres consécutifs de champion de Belgique, et participe à un parcours mémorable en Coupe des clubs champions européens, atteignant les quarts de finale. Lors de cette compétition, il inscrit notamment le deuxième but lors de la victoire contre le Real Madrid.
En 1971, Depireux quitte le Standard pour rejoindre le Racing White, qui fusionne peu après avec le Daring de Molenbeek pour former le RWD Molenbeek. Sous son influence, le club se qualifie pour la Coupe de l'UEFA, étape importante dans son histoire.
À l'âge de 30 ans, Depireux retourne au RFC Liège pour deux saisons, avant de devenir entraîneur-joueur au RJS Bas-Oha, un club évoluant en troisième division belge. Il occupe ce double rôle pendant deux saisons, puis rejoint le RFC Tilleur dans des fonctions similaires.

### Retraite
Henri Depireux met un terme à sa carrière de joueur professionnel en 1980, pour rester dans le football en tant qu'entraîneur.

## Sélections internationales
- International dans les équipes belges juniors, et capitaine
- International militaire belge, et capitaine de l'équipe de Belgique militaire de football
- Sélectionné comme international A de 1969 à 1971, il a participé au match Mexique-Belgique (amical, 1-0) et, en qualification de l'Euro 1972, au match Belgique - Écosse (3-0)

Présélectionné pour la coupe du monde 1970 au Mexique, il n'y a pas participé, Paul Van Himst lui ayant été préféré.

## Carrière d'entraîneur
Henri Depireux a exercé entre 1976 et 2015 en Europe et en Afrique.
Il a entamé sa carrière d'entraîneur dans des clubs belges tels que RJS Bas-Oha, Tilleur Fc (D3 belge), l'UR Namur (D3 belge), Winterslag (D2 belge) et RJ Wavre (D2 belge). Il a ensuite entraîné des clubs européens tels que le FC Metz (D1 française), Red Star (D2 française), Os Belenenses (D1 portugaise) et l'AC Bellinzone (D1 suisse).
En 1997, il a été choisi pour entraîner les Lions Indomptables, l'équipe nationale du Cameroun. L'équipe s'est qualifiée pour la phase finale de la coupe du monde 1998 en France, et pour la phase finale de la Coupe d'Afrique des Nations (CAN) au Burkina Faso en 1998. Il a rompu son contrat à la suite de différends avec les dirigeants du football camerounais.
Il a été engagé pour entraîner l'équipe des Forces armées royales (FAR) à Rabat, au Maroc, puis le Sharjah FC aux Émirats arabes unis.
En 2000, il est devenu l'adjoint de Jean Thissen, au sein du staff technique du Standard de Liège, qui a enchaîné dix victoires consécutives cette saison-là. Il a également été manager général du RFC Liège (D2 belge) en 2002 et entraîneur de CS Visétois (D2 belge) en 2003.
En 2006, il a été nommé sélectionneur de l'équipe de République démocratique du Congo de football,. Il a entraîné la sélection nationale congolaise entre 2006 et 2007.
Après 9 mois à la tête du staff technique des Léopards de la RDC, son contrat fut résilié pour n'avoir pas réussi à qualifier la RDC à la phase finale de la Coupe d'Afrique des Nations, CAN Ghana 2008.
Il a également entraîné l'Olympique de Khouribga et l'USM Annaba en Algérie en 2008.
En 2009, il a été engagé comme entraîneur de l'Union sportive monastirienne en Tunisie. Il a entraîné le Standard Fémina de Liège et a remporté la Coupe de Belgique, la BeNe Super Cup, et une victoire (la première pour le club liégeois) en Ligue des champions, avec cinq victoires et un nul en championnat de Belgique.
En 2012, il a été engagé comme entraîneur du Tilleur FC (à distinguer du R. FC Tilleur), puis a été engagé en D2 belge au RFC Seraing en novembre 2015. Il quitte le club quelques mois plus tard. 
Henri Depireux s'est présenté aux élections législatives de 2014 sur la liste du CDH.
Son dernier poste d'entraîneur fut pour KV Woluwe-Zaventem en 2019 à l'âge de 75 ans.
Il meurt le 8 avril 2022 à Visé.
Son fils, Eric Depireux, est aussi dans le monde du football : ancien joueur (RAA Louviéroise), il est devenu agent de joueur.

## Palmarès

### En tant que joueur
- Champion de Belgique avec le Standard de Liège (3): 1968-1969, 1969-1970, 1970-1971
- Quart de finaliste de la Coupe des clubs champions en éliminant le Real Madrid avec le Standard de Liège : 1969-1970

### En tant qu'entraîneur
- Vainqueur de la coupe du trône 1997-1998 avec les FAR Rabat
- Finaliste de la coupe des coupes africaine 1997-1998 avec les FAR Rabat
- Vainqueur de la Super Coupe de Belgique 2011 avec le Standard Fémina de Liège.
- Vainqueur de la BeNe SuperCup 2011 avec le Standard Fémina de Liège.